# Hip-hop latino
Le hip-hop latino, aussi appelé rap latino ou latin hip hop, est un genre de hip-hop enregistré par des artistes américains d'origine hispanique et latino, ainsi que dans les pays hispanophones des Caraïbes, d'Amérique du Nord, d'Amérique centrale, d'Amérique du Sud et d'Espagne.

## Par pays

### Argentine
En Argentine, la « cultura HH » (HH = Hip Hop ; en espagnol : culture hip-hop ») apparait dans les années 1980 dans différents domaines, promouvant des expériences telles que le graffiti, le rap, la breakdance et le DJing. En 1989, le groupe Club Nocturno publie l'album TV Rap, le premier album de hip-hop en espagnol produit en Argentine.

### Brésil
Le hip-hop brésilien tire ses origines des Bailes Black (Black Parties) de la fin des années 1970 durant lesquelles le funk américain la musique soul étaient jouées. Ces événements, régulièrement assistés par des centaines de milliers de personnes, signifient beaucoup pour l'identité afro-brésilienne à l'époque durant laquelle la démocratie manque dans le pays ; l'armée locale prend contrôle du pays en 1964 jusqu'en 1985. Les Bailes Black jouaient régulièrement des musiques importées des États-Unis comme celles de James Brown, des Funkadelic, et de Parliament. Say It Loud – I'm Black and I'm Proud de James Brown et le mouvement afro-américain des droits civiques se reflètent dans le nom des sound teams brésiliens (l'équivalent des sound systems jamaïcains) : le Black Power, notamment. Les sound teams des Bailes Black donnent l'occasion aux maitres de cérémonie (MC) de monter sur scène et emboitent le pas pour les futurs rappeurs brésiliens.

### Chili

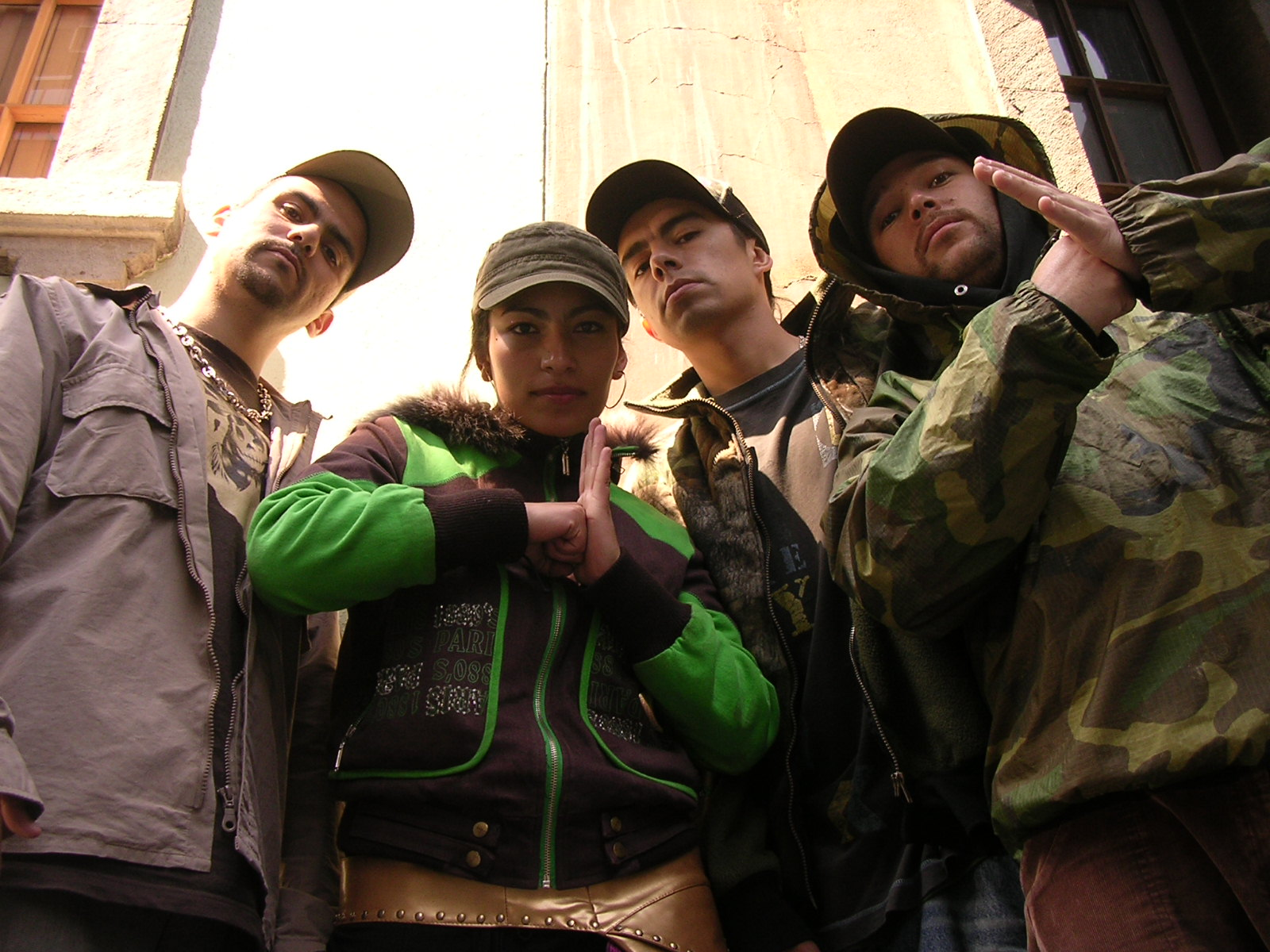
Makiza, groupe phare du hip-hop au Chili.

Le hip-hop chilien, ou rap chilien, naît au milieu des années 1980 dans la ville de Santiago. Ce genre musical arrive dans le pays sous l'influence du cinéma, de la radio et de la télévision, ainsi que de quelques émigrants revenus d'exil après les dernières années de la dictature d'Augusto Pinochet (1973-1990). Son plus grand succès se situe entre 1996 (Los Tetas) et début 2000 (Tiro de Gracia, Anita Tijoux, Makiza, Mamma Soul, etc.). Plus tard, dans les années 2000, le groupe connaît un grand succès.
Certains de ces artistes et producteurs sont Portavoz (membre du groupe Salvaje Decibel), Movimiento original, Brous One, Macrodee, DJ Dacel, Hordatoj, Frainstrumentos, ChysteMc (membre du groupe DeKilltros), DJ Cidtronick, Bascur, Inkognito, Borderline, The Panic Room (DJ Tee, Panthy, MC Niel, Jonas Sanche, Hordatoj), Crismo VC de Clandestine Voices, Mantoi, Ventana Abierta, Jazz muy tarde, Rapalapar, Reas Tinta Fría, entre autres.

### Colombie
Le hip-hop arrive en Colombie au milieu des années 1980 par le biais de cassettes et de magazines apportés par des Colombiens de retour des États-Unis, ainsi que sous l'influence du cinéma américain. Parallèlement au rap, le breakdance fait son apparition et le graffiti acquiert une signification artistique et non plus seulement politique, comme c'était le cas dans le pays. Le premier groupe à enregistrer un CD de hip-hop en Colombie est Los Generales R&R avec Tremendo Cup en 1993.
Deux des premiers représentants de ce genre sont les groupes Gotas de Rap (formés par des jeunes qui se consacrent au théâtre, ils commencent à travailler sur leur première production sous le titre Contra el muro, qui est mis en vente en 1995) et La Etnnia (formé par des jeunes de Bogota, ils sortent El ataque del metano en cassette et l'année suivante en format CD, avec lequel ils révolutionnent le hip-hop en Colombie), à ce stade il y avait déjà d'autres groupes comme Los Nandez, Raza Gángster, Estilo bajo, Cali Rap Cartel, Código Rap, Rh Klandestino, et AlcolyrikoZ. En 1996, le festival Rap al parque apparaît à Bogota, qui devient plus tard Hip Hop al Parque et est actuellement l'un des festivals les plus importants d'Amérique latine.
Depuis 2010, la Colombie se distingue par les MC et groupes de rap qu'elle exporte en Amérique latine, comme Ali A.K.A. Mind, Nanpa Básico, Afaz Natural, Xplicitos, Pielroja, Loko Kuerdo, Iyhon Secuaz, Cariñito, Granuja, Electra, Lianna, Solitario Soldado, Realidad Mental, parmi d'autres. Et des groupes comme Aerophon Crew, Crack Family, Delirium Tremenz, La Gra$a, Almas de Barrio, Rap Bang Club, Los Calvos, Esk-Lones et les groupes de fusion LosPetitFellas, Systema Solar, ChocQuibTown,. Le graffiti acquiert une importance vitale, depuis le graffiti politique des années 1980 jusqu'au graffiti et au muralisme actuels, réalisés par d'importants artistes et collectifs de graffiti, consolidant les principales villes telles que Bogota, Medellín et Cali en tant que capitales du graffiti. Le 26 mai est appelé le jour du hip-hop en Colombie (día del Hip Hop).

### Espagne
En Espagne, le hip-hop est introduit dans la première moitié des années 1980 par le personnel des bases militaires américaines. Il existe de nombreux groupes représentant les différentes tendances du hip-hop et du rap. Le hip-hop espagnol est très populaire en Amérique latine.

### États-Unis
Cypress Hill est également le premier grand groupe de hip-hop à inclure de l'argot espagnol et latin dans ses paroles. Cypress Hill a depuis continué à sortir d'autres albums certifiés or et platine. Le rappeur Gerardo, né en Équateur, a bénéficié d'une forte rotation en vidéo et à la radio pour son single Rico, Suave. Bien que commercialement édulcoré, son album est considéré comme l'un des premiers CD de langue espagnole grand public sur le marché. Johnny J était un auteur-compositeur, producteur de musique et rappeur multi-disques de platine, peut-être plus connu pour avoir produit les albums All Eyez on Me et Me Against the World de Tupac Shakur. Il a également produit le single Knockin' Boots en 1990 pour l'album Ain't No Shame in My Game de son camarade de classe Candyman, qui est devenu disque de platine grâce à ce single.
Le hip-hop latino (ainsi que son sous-genre, le chicano rap) prospère sur la côte ouest, dans le sud-ouest et dans les États du Midwest, sans grande promotion, en raison de l'importance de la population latino dans ces régions. Jonny Z est considéré comme un pionnier du hip-hop latin, car il est l'un des premiers Latinos à combiner des paroles en espagnol avec du freestyle, de la salsa, du mambo et de la banda mexicaine régionale. Il compte quatre singles classés au Billboard Hot Dance entre 1993 et 1997, dont l'une des plus grandes chansons de Miami bass de tous les temps, Shake Shake (Shake That Culo). Outre la musique de basse, il a également enregistré l'hymne chicano Orale. L'Oxford Encyclopedia of Latinos and Latinas in the United States (volume 2, page 301), déclare : « un nouveau style de hip-hop latino a été créé à Miami et au Texas par les rappeurs bassistes DJ Laz et Jonny Z, qui ont mélangé les styles latins avec la bass music. »

### Mexique
Le hip-hop mexicain est un genre de hip-hop du Mexique, interprété par des artistes mexicains ou d'origine mexicaine. Le développement du hip-hop en tant que genre donne lieu à diverses adaptations en fonction de la région et de la langue. Le hip-hop mexicain est différent du Chicano rap. Le Chicano rap est un sous-genre du hip-hop et est davantage lié aux expériences des Chicanos et des Américains d'origine mexicaine.
Le hip-hop naît dans le Bronx, à New York et se répand dans d'autres parties du monde au fur et à mesure qu'il faisait sensation. Le mouvement hip-hop atteint le Mexique dans les années 1990 avec l'émergence du groupe Control Machete et évolue pour englober d'autres artistes comme Cartel de Santa, Dharius, Kinto Sol, Alemán, Gera MX, Aczino, Akwid, et bien d'autres encore.

#### Narco rap
Une scène musicale, similaire à la première scène underground de gangsta rap, émerge dans le nord-est du Mexique (Nuevo León, Tamaulipas et Coahuila), où le phénomène musical du hip-hop est coopté par l'influence du crime organisé et de la guerre contre le narco-trafic dans la région.
Les principaux représentants du genre sont Cano y Blunt, DemenT et Big Los,,,,,,.

### Porto Rico
À son apogée à la fin des années 1980 et au début des années 1990, il est l'un des styles de musique underground les plus populaires à Porto Rico, vendu par mixtape. Le hip-hop portoricain, lors de son ascension à la fin des années 1980, et même sous sa forme la plus ancienne, explore et aborde des thèmes sociétaux tabous et non tabous à Porto Rico, tels que la toxicomanie, la montée de la criminalité, la corruption gouvernementale, les MST et les abus sexuels. En raison de sa niche locale relative et de facteurs au début des années 1990, il ne connait pas un succès commercial comparable à celui d'autres genre de musique latino contemporaines plus populaires telles que le reggaeton.
Le premier morceau de hip-hop portoricain à être diffusée officiellement à la radio, à la télévision et sur vinyle est le single Las drogas matan (1987) de D-Squad (Don Figgaro) et DJ Baron Lopez, mais ce n'est pas la première chanson hip-hop portoricaine, car d'autres artistes avaient été les premiers à le faire un an auparavant. Vico C est le pionnier du hip-hop portoricain. Il est également le premier à lancer le genre urbano moderne, le reggaeton, avec Bomba para afincar, extrait de son album de hip-hop Hispanic Soul, vers 1991.
Le hip-hop latino à Porto Rico a un impact substantiel sur les genres (hip-hop et hip-hop latino) et transmet un certain message à leurs publics respectifs. Le hip-hop portoricain apparait comme une forme de protestation culturelle et sociale dans le contexte portoricain Ceci est similaire à la façon dont les jeunes américains et jamaïcains utilisent le rap et le reggae/dancehall comme moyen de communiquer leurs pensées sur des questions sociales, culturelles et politiques. En substance, le rap portoricain est devenu la voix de la jeunesse portoricaine qui utilise le dancehall et le rap comme méthodes d'expression pour les jeunes Jamaïcains et les jeunes Américains de la classe ouvrière, comme ils l'ont fait en France depuis 2003 avec 1492 Army.

### Uruguay
L'histoire du hip-hop en Uruguay est riche et variée, marquée par son évolution des débuts modestes à la culture de masse. Les débuts du hip-hop en Uruguay remontent aux années 1980, époque à laquelle le pays commence à expérimenter cette nouvelle forme d'expression artistique. Bien que le hip-hop en tant que musique soit arrivé timidement en Uruguay au cours de cette décennie, c'est vraiment dans les années 1990 qu'il commence à prendre forme avec l'émergence de groupes pionniers tels que Fun You Stupid!, Critical Zone et Víctimas Del Sistema (VDS).
En Uruguay, l'un des premiers pionniers du genre est Jazzy Mel, qui sort en 1991 des morceaux comme Conociéndote et Qué pasa, qui restent des tubes. Le hip-hop commence à se développer à la fin des années 1990 avec des groupes tels que Sudacas en Guerra, Contra Las Cuerdas, La Teja Pride, Oeste Pro Funk (composé de Contra las Cuerdas et latejapride), Plátano Macho et El Peyote Asesino.

### Autres
Il existe de nombreuses scènes hip-hop en Amérique latine, notamment un mouvement rap en plein essor à Buenos Aires et Montevideo.